# Agnieszka Cyl
Agnieszka Cyl (nata Grzybek; Jelenia Góra, 28 febbraio 1984) è un'ex biatleta polacca.

## Biografia
Agnieszka Cyl, attiva dalla stagione 2001-2002, ha esordito in Coppa del Mondo il 1º dicembre 2006 a Östersund in sprint (75ª) e ai Campionati mondiali a Östersund 2008, dove si è classificata 79ª nell'individuale, 66ª nella sprint e 7ª nella staffetta; ha ottenuto l'unico podio in Coppa del Mondo il 21 dicembre 2008 a Hochfilzen in staffetta (3ª) e ai successivi Mondiali di Pyeongchang 2009 si è piazzata 20ª nell'individuale, 40ª nella sprint, 33ª nell'inseguimento, 6ª nella staffetta e 8ª nella staffetta mista. Ai XXI Giochi olimpici invernali di Vancouver 2010, sua unica presenza olimpica, è stata 7ª nell'individuale, 41ª nella sprint, 24ª nell'inseguimento, 22ª nella partenza in linea e 11ª nella staffetta; nella stessa stagione ai Mondiali di Chanty-Mansijsk 2010 si è classificata 14ª nella staffetta mista.
Ha ottenuto il miglior risultato individuale in Coppa del Mondo il 4 febbraio 2011 a Presque Isle in sprint (6ª) e ai successivi Mondiali di Chanty-Mansijsk 2011 si è piazzata 22ª nell'individuale, 13ª nella sprint, 26ª nell'inseguimento, 18ª nella partenza in linea, 9ª nella staffetta e 15ª nella staffetta mista; l'anno dopo nella rassegna iridata di Ruhpolding 2012 è stata 30ª nella sprint, 38ª nell'inseguimento e 9ª nella staffetta. Ha preso per l'ultima volta il via in Coppa del Mondo il 10 gennaio 2013 a Ruhpolding in staffetta (10ª) e si è ritirata in occasione dei successivi Mondiali di Nové Město na Moravě 2013, dove si è classificata 49ª nell'individuale del 13 febbraio, ultima gara della sua carriera agonistica.

## Palmarès

### Coppa del Mondo
- Miglior piazzamento in classifica generale: 21ª nel 2011
- 1 podio (a squadre):
  - 1 terzo posto